# Raión de Ararat
El raión de Ararat es uno de los tres raiones que forman la provincia armenia de Ararat. Su población a fecha de 12 de octubre de 2011 era de 88 912 habitantes.
Está formado por las siguientes localidades:
- Aralez 2243
- Ararat 20 235
- Armash 2378
- Avshar 4929
- Aygavan 3914
- Dashtakar 485
- Ginevet 569
- Goravan 2340
- Lanjanist 190
- Lanjar 204
- Lusarat 2699
- Lusashogh 478
- Nor Kyank 2291
- Nor Ughi 761
- Noyakert 1634
- Paruyr Sevak 398
- Pokr Vedi 2772
- Shaghap 913
- Sisavan 1841
- Surenavan 2172
- Taperakan 3128
- Tigranashen 154
- Urtsadzor 2587
- Urtsalanj 157
- Vanashen 2364
- Vardashat 178
- Vedi 11 384
- Vosketap 4808
- Yeghegnavan 1420
- Yeraskh 635
- Zangakatun 1042[1]